# Ready for Love (bài hát của Blackpink)
"Ready for Love" là một đĩa đơn quảng bá của nhóm nhạc nữ Hàn Quốc Blackpink cho sự hợp tác của họ với trò chơi điện tử battle royale PUBG Mobile. Nó được phát hành độc quyền dưới dạng video hoạt hình ca nhạc trên YouTube vào ngày 29 tháng 7 năm 2022, trở thành bản phát hành tiếng Hàn đầu tiên của nhóm kể từ The Album (2020). Bài hát đã được đưa vào album phòng thu thứ hai của nhóm, Born Pink.

## Bối cảnh và phát hành
Vào ngày 12 tháng 7 năm 2022, YG Entertainment tiết lộ rằng Blackpink sẽ tổ chức một buổi hòa nhạc ảo trong trò chơi của PUBG Mobile từ ngày 22 đến ngày 30 tháng 7, bao gồm các màn trình diễn các bản hit của nhóm cũng như một ca khúc đặc biệt sẽ được tiết lộ trong sự kiện lần đầu tiên. Trước khi phát hành, một cảnh trong phim tài liệu Netflix năm 2020 của Blackpink, Thắp sáng bầu trời, cho thấy các thành viên trong quá trình thu âm của bài hát. Vào ngày 24 tháng 7 năm 2022, một tấm áp phích quảng cáo đã được tải lên cả hai tài khoản mạng xã hội chính thức của PUBG Mobile và Blackpink, xác nhận ngày phát hành của bài hát là 29 tháng 7. Vào ngày 27 tháng 7 năm 2022, PUBG Mobile đã tải lên các ảnh teaser cá nhân trên tài khoản mạng xã hội của họ cho từng thành viên và một thành viên dưới dạng nhóm, mỗi người sử dụng hình đại diện AI. Hình nền của teaser của mỗi thành viên tương ứng với màu sắc của hoa trong ảnh bìa của bài hát. Bài hát được phát hành độc quyền vào ngày 29 tháng 7 năm 2022 dưới dạng một video âm nhạc hoạt hình trên YouTube.

## Thành phần
Trong một cuộc phỏng vấn trước buổi hòa nhạc ảo, YG Entertainment đã mô tả bài hát là "một bài hát nhạc pop với một đoạn [giai điệu] drop tuyệt vời phá vỡ dòng chảy tĩnh của một màn trình diễn piano trữ tình." Bài hát được mô tả là có một đoạn hợp xướng EDM với những thứ giống như nhạc cụ house-pop.

## Video âm nhạc

Một cảnh trong video ca nhạc với hình đại diện ảo của các thành viên Blackpink đang nhảy múa trên sân khấu thiên hà.

Vào ngày 27 tháng 7 năm 2022, PUBG Mobile đã phát hành một đoạn giới thiệu khái niệm dài 17 giây cho video âm nhạc, mô tả những cảnh quan kỳ ảo trong một thế giới trò chơi điện tử. Một đoạn teaser dài 14 giây khác của MV đã được PUBG Mobile tung ra vào ngày 28 tháng 7. Video âm nhạc chính thức đã được phát hành vào ngày 29 tháng 7 trên cả hai kênh YouTube chính thức của Blackpink và PUBG Mobile. Nó có các hình đại diện ảo của các thành viên Blackpink khám phá các bối cảnh thần bí khác nhau, lái mô tô và bay lơ lửng qua những đám mây màu hồng. Các môi trường được mô tả bao gồm một khu rừng với một vật thể khổng lồ giống như chiếc mũ bảo hiểm ở trung tâm, một vùng đất phủ đầy băng với một hồ nước đóng băng chạy dọc theo nó, một không gian không bao giờ kết thúc đầy những đám mây hồng và cuối cùng là một bông hoa thủy tinh đang hé nở. Đối với phần điệp khúc của bài hát, các hình đại diện được thể hiện đang hát và nhảy theo vũ đạo của bài hát trên một sân khấu thiên hà.

## Hiệu suất thương mại
"Ready for Love" đã thu về 43,7 triệu lượt xem và đứng đầu bảng xếp hạng cho các video âm nhạc được xem nhiều nhất trên toàn cầu trong tuần đầu tiên ra mắt. Mặc dù chỉ có trên YouTube, "Ready for Love" đã xuất hiện trên Billboard Global 200 ở vị trí thứ 196 và trên Global Excl. U.S ở thứ 97. Nó cũng ra mắt ở vị trí thứ ba trên Billboard Vietnam Hot 100 và vị trí thứ 21 trên Malaysia Songs, trở thành bài hát lọt vào top 10 đầu tiên của Blackpink trên bảng xếp hạng cũ kể từ khi ra mắt vào tháng 1 năm 2022.

## Nhân viên
Bản quyền được chuyển thể từ danh đề của Blackpink: Thắp sáng bầu trời.
- Blackpink – vocals
- Teddy Park – soạn nhạc
- Kush – soạn nhạc
- 24 – soạn nhạc
- VVN – soạn nhạc
- Bekuh Boom – soạn nhạc
- Jennie- viết lời
- Jisoo - viết lời

## Bảng xếp hạng
| Bảng xếp hạng (2022)            | Thứ hạng |
| ------------------------------- | -------- |
| Thế giới Global 200 (Billboard) | 196      |
| Malaysia (Billboard)            | 21       |
| Việt Nam (Vietnam Hot 100)      | 3        |